# Statilia viridibrunnea
Statilia viridibrunnea är en bönsyrseart som beskrevs av Zhang 1984. Statilia viridibrunnea ingår i släktet Statilia och familjen Mantidae. Inga underarter finns listade i Catalogue of Life.